# Taufbecken (Pujols-sur-Ciron)

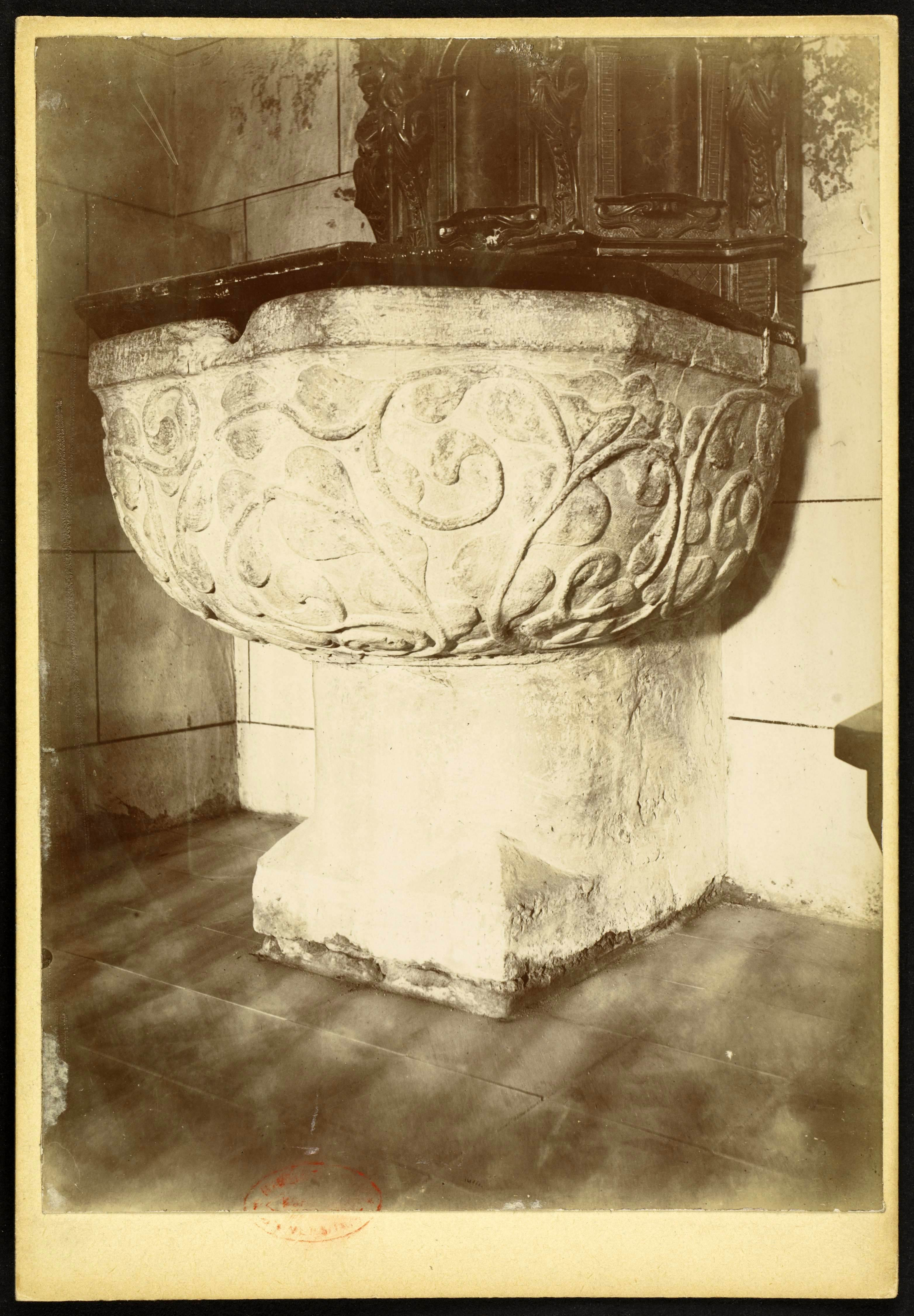
Taufbecken in Pujols-sur-Ciron (Foto von Jean-Auguste Brutails, um 1900)

Das Taufbecken in der Kirche St-Pierre-aux-Liens in Pujols-sur-Ciron, einer französischen Gemeinde im Département Gironde der Region Nouvelle-Aquitaine, wurde im 15. oder 16. Jahrhundert geschaffen. 
Im Jahr 2000 wurde das gotische Taufbecken als Monument historique in die Liste der denkmalgeschützten Objekte (Base Palissy) in Frankreich aufgenommen.
Das 92 cm hohe Taufbecken aus Kalkstein wurde aus einem Steinblock geschaffen. Der obere Beckenrand bildet ein unregelmäßiges Achteck. Das Taufbecken ist ringsum mit Reliefs in Form von Rankenwerk verziert.